# Jakob-Kemenate

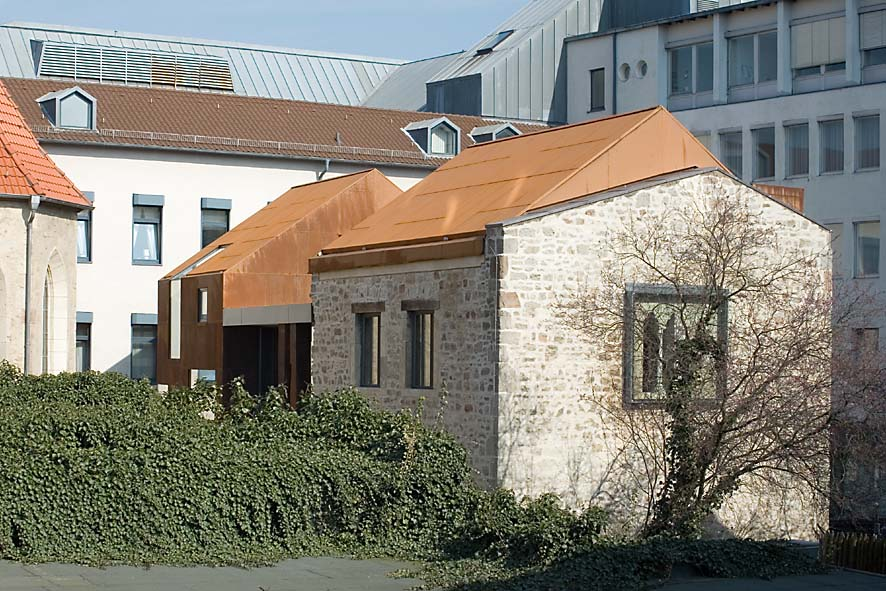
Jakob-Kemenate

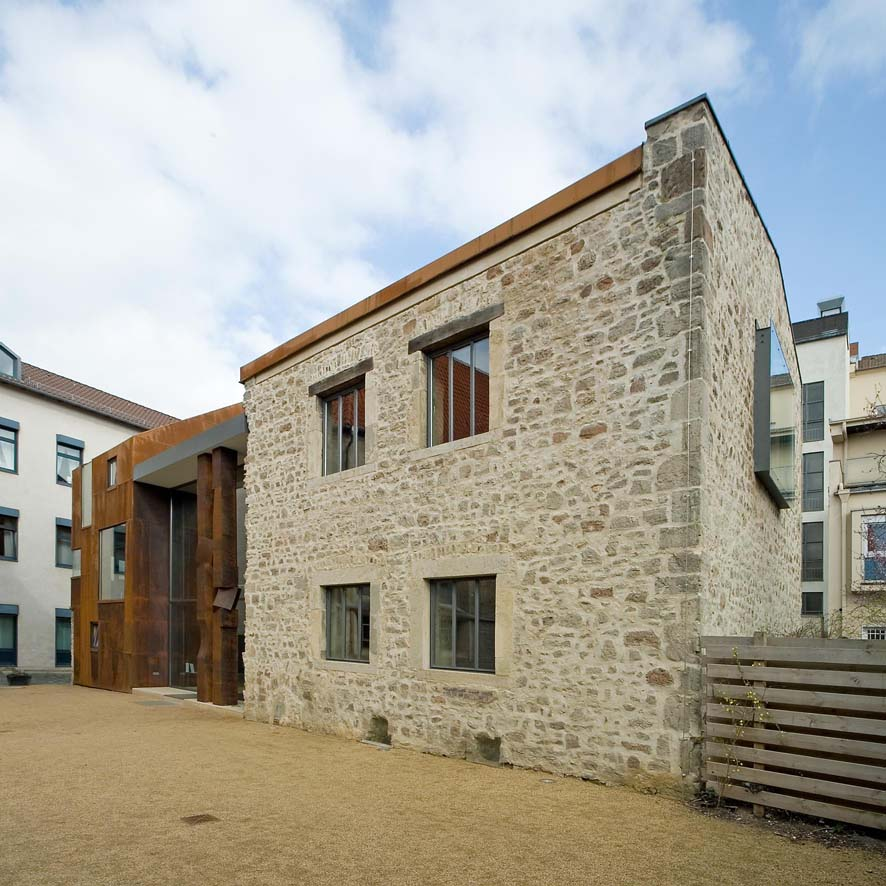
Jakob-Kemenate

Die Jakob-Kemenate ist eines der ältesten erhaltenen Bauwerke der Stadt Braunschweig und befindet sich am heutigen Eiermarkt im Weichbild Altstadt. Das Baudenkmal ist heute ein Kultur-, Veranstaltungs- und Begegnungsort.

## Geschichte
Die Jakob-Kemenate befindet sich angrenzend an die ehemalige Jakobskirche. Bei dem im 13. Jahrhundert entstandenen Bauwerk, bei dem an der Ostwand Mauerfragmente aus dem 12. Jahrhundert nachgewiesen wurden, handelt es sich um eines der ältesten Profangebäude Braunschweigs. Sie gehörte einst zur Jakobstraße 3, einem größeren mittelalterlichen Anwesen.
Seit 1765 wurde auf dem Grundstück Jakobstraße 3 die „Herzogliche Leihhausanstalt“ eingerichtet (gegründet von Herzog Karl I.). Sie gilt als ältestes deutsches Bodenkreditinstitut, welches den Ursprung der Braunschweigischen Staatsbank bildete, aus der die heutige Norddeutsche Landesbank (NORD/LB) hervorging.
In Braunschweig waren Kemenaten typische Steinbauten als Fluchtpunkt vor Feuer und Überfall, als Repräsentations-, Speicher- und Wohnbauten. Den großen Luftangriff auf Braunschweig vom 15. Oktober 1944 überstand die Jakob-Kemenate nur als Ruine. Mit einem Notdach versehen, wurden 1963 kriegsbedingte Reste des Vorderhauses großenteils beseitigt. 2006 wurde es von dem Architekten Rainer Ottinger, O.M.Architekten BDA, mit Förderung der Stadt Braunschweig, der Richard-Borek-Stiftung, des Landes Niedersachsen, der Stiftung Nord/LB · Öffentliche und der Deutschen Stiftung Denkmalschutz aus Mitteln der Fernsehlotterie Glücksspirale restauriert und erweitert. Der Hamburger Bildhauer Jörg Plickat hat für das Vorderhaus, weltweit einmalig, eine thermisch bewegliche genagelte Stahlfassade aus COR-TEN-Stahl mit einem starken handwerklichen Duktus erarbeitet. Abgeleitet von der mittelalterlichen Schutztechnik, Stadt- und Kirchentore mit Eisenplatten zu beschlagen, wird so auf die ursprüngliche Schutzfunktion der Kemenate verwiesen. Es ist ein Gebäude-Ensemble entstanden, das zugleich Baudenkmal, zeitgenössische Architektur und modernes Kunstwerk ist und als Kultur- und Begegnungsstätte „jakob-kemenate“ genutzt wird.
Die zwei Skulpturen „Dialog“ aus COR-TEN-Stahl vor der Jakob-Kemenate von Jörg Plickat reflektieren das Aufeinandertreffen von alten und neuen Gebäudeteilen. Die Komposition ist entsprechend der skulpturalen Sprache des Bildhauers sehr reduziert. Ganz bewusst wurden die kubischen Elemente in den Akkord mit romanisch-gotischen Bogensegmenten gesetzt, wie sie als Teile der Kernarchitektur der Kemenate vorkommen.

## Sonstiges
2015 wurde die Kemenate Hagenbrücke ebenfalls von Rainer Ottinger durch moderne Anbauten erweitert. Auch sie wird für Kunstausstellungen genutzt.